# جون ماسون
جون ماسون (بالإنجليزية: John Mason)‏ (24 يونيو 1953 في المملكة المتحدة - ) هو لاعب كرة قدم أمريكي في مركز الدفاع. شارك مع منتخب الولايات المتحدة لكرة القدم. أما مع النوادي، فقد لعب مع لوس أنجلوس أزتكس.

## وصلات خارجية
- جون ماسون على موقع أرشيف الشارخ.